# Dolnja Bitnja
Dolnja Bitnja este o localitate din comuna Ilirska Bistrica, Slovenia, cu o populație de 74 de locuitori.